# Paraechinus nudiventris
Paraechinus nudiventris là một loài động vật có vú trong họ Erinaceidae, bộ Erinaceomorpha. Loài này được Horsfield mô tả năm 1851.